# Байрамов, Джейхун Азиз оглы
Джейхун Азиз оглы Байрамов (азерб. Ceyhun Əziz oğlu Bayramov: род. 25 июня 1973, Баку, Азербайджанская ССР, СССР) — азербайджанский государственный деятель. Министр иностранных дел Азербайджана (с 16 июля 2020 года).

## Биография
Родился в Баку в 1973 году. После школы поступил в Азербайджанский государственный экономический университет на факультет экономики, после чего продолжил образование на юридическом факультете Бакинского государственного университета.

### Карьера
В 1996—2000 годах работал на различных должностях в Министерстве налогов Азербайджана. В 2000—2002 годах работал юристом. В 2002—2013 годах возглавлял юридическую компанию «OMNİ».
С 30 мая по 12 августа 2013 года работал в должности директора аппарата Министерства образования. Распоряжением Президента Азербайджанской Республики Ильхама Алиева 12 августа 2013 года Джейхун Байрамов был назначен заместителем министра образования Азербайджана.
В связи с переходом министра Микаила Джаббарова на другую работу был назначен и. о. министра образования. Распоряжением Президента от 23 апреля 2018 года был назначен министром образования.
16 июля 2020 года распоряжением президента Азербайджана назначен министром иностранных дел.
8 июля 2023 года присвоен ранг чрезвычайного и полномочного посла

## Награды
- Орден Сербского флага I степени (2025 год, Сербия)[7][8].
- Юбилейная медаль «75 лет Победы в Великой Отечественной войне 1941—1945 гг.» (2020 год, Россия)[9].